# The Hellacopters
The Hellacopters är ett svenskt rockband som var aktivt mellan 1994 och 2008 och igen sedan 2016.

## Historik
Bandet bildades 1994 av Entombed-trummisen Nicke Andersson (sång och gitarr), Dregen (gitarr), Kenny Håkansson (bas) och Robert Eriksson (trummor). Dregen och Eriksson hade tidigare arbetat som roddare under Entombeds turnéer och Håkansson var en av Anderssons barndomsvänner. Bandet släppte sitt debutalbum Supershitty to the Max! 1996. Strax innan bandet var förband till Kiss rekryterades Anders Lindström för att spela keyboard. 1998 släppte bandet Payin' the Dues, under turnén som följde släppet valde Dregen att lämna bandet för att fokusera fullt ut på Backyard Babies. Som ersättare kallades först Danne Andersson och sedan Mattias Hellberg in för att fullfölja bandets turné. Lindström och Hellberg ersatte Dregen under inspelningen av Grande Rock innan Robert Dahlqvist till slut kom att ersätta Dregen permanent. Med den nya sättningen av bandet släpptes tre framgångsrika album med originalmaterial och ett cover-album innan bandets splittring 2008. Deras sista spelning var på Debaser Medborgarplatsen i Stockholm hösten 2008.

### Återförening
Under 2016 återförenades originaluppsättningen av bandet för några exklusiva spelningar med anledning av tjugoårsjubileet av Supershitty to the Max!. Man spelade bland annat på Sweden Rock Festival. I samband med detta släpptes också två nygamla låtar som aldrig tidigare spelats in. Bandet har fortsatt spela i mindre skala.
I slutet av mars 2017 meddelade bandet via sin Facebook-sida att Kenny Håkansson inte längre var medlem av The Hellacopters, utan att han av personliga orsaker lämnat bandet. Samtidigt tillkännagavs Sam Yaffa (Hanoi Rocks, Joan Jett, New York Dolls, Michael Monroe) som ny basist i bandet.
I april 2018 meddelade bandet, återigen på sin Facebook-sida, att Sami Yaffa inte kommer hinna med att spela med The Hellacopters på grund av tidigare åtaganden och att han ersätts av Dolf De Borst från The Datsuns och Imperial State Electric.
I början av 2021 agerade bandet husband i tre avsnitt av SVT-programmet På spåret. Den 1 april 2022 släpptes deras åttonde studioalbum Eyes of Oblivion på Nuclear Blast. Det är det första albumet sedan Head Off (2008) och det första med egen musik sedan Rock & Roll Is Dead (2005), bådadera det längsta uppehållet gruppen hittills haft mellan två studioalbum.

## Medlemmar
Medlemmar
- Nicke Andersson – sång, gitarr, piano (1994–2008, 2016– )
- Dregen – gitarr, sång, tamburin (1994–1998, 2016– )
- Anders Lindström – klaviatur, gitarr, sång, tamburin (1997–2008, 2016– )
- Robert Eriksson – trummor, sång (1994–2008, 2016– )

Tidigare medlemmar
- Robert Dahlqvist (avliden) – gitarr, sång (1999–2008)
- Kenny Håkansson – basgitarr (1994–2008, 2016–2017)
- Danne Andersson – gitarr (1998)
- Mattias Hellberg – gitarr, sång (1998)

Livemusiker
- Anders Lindström – piano, tamburin (1994–1997, därefter fast medlem)
- Sam Yaffa – basgitarr (2017–2018)
- Dolf De Borst – basgitarr (2018– )
- LG Valeta - gitarr (2023- )

## Diskografi
Album
- 1996 - Supershitty to the Max!
- 1997 - Payin' the Dues
- 1999 - Grande Rock
- 2000 - High Visibility
- 2002 - By the Grace of God
- 2005 - Rock & Roll Is Dead
- 2008 - Head Off
- 2022 - Eyes of Oblivion

Samlingar
- 2002 - Cream of the Crap! Vol. 1
- 2004 - Cream of the Crap! Vol. 2
- 2006 - Air Raid Serenades

Minialbum
- 1998 - Disappointment Blues
- 1999 - Doggone Your Bad-Luck Soul
- 2004 - Strikes Like Lightning

Splitalbum
- 1997 - Respect the Rock (med Gluecifer)
- 1999 - Respect the Rock America (med Gluecifer)
- 2001 - White Trash Soul! (med Flaming Sideburns)

Singlar
- 1995 - Killing Allan
- 1995 - 1995
- 1996 - Now
- 1996 - (Gotta Get Some Action) NOW!
- 1996 - Misanthropic High
- 1997 - Riot on the Rocks
- 1997 - Soulseller
- 1998 - City Slang
- 1998 - Like No Other Man
- 1998 - Looking at Me
- 1998 - Hey!
- 1999 - Dirty Women
- 1999 - Twist Action
- 1999 - Down Right Blue
- 1999 - The Devil Stole the Beat From the Lord
- 1999 - Move Right Out of Here
- 1999 - Scott Morgan & The Hellacopters
- 2000 - It's Not a Long Way Down
- 2000 - Toys and Flavors
- 2000 - Hopeless Case of a Kid in Denial
- 2001 - No Song Unheard
- 2001 - Geekstreak
- 2002 - Carry Me Home
- 2002 - By the Grace of God
- 2005 - Everything's on TV
- 2005 - I'm in the Band
- 2006 - Bring It On Home
- 2007 - The Same Lame Story
- 2008 - In The Sign Of The Octopus
- 2008 - Darling Darling
- 2016 - My Mephistophelean Creed

Splitsinglar
- 1997 - Electric Frankenstein vs. The Hellacopters (med Electric Frankenstein)
- 1998 - Rock & Roll Jihad (med The Nitwitz)
- 1999 - New Bomb Turks / The Hellacopters (med New Bomb Turks)
- 1999 - The Hellacopters / Powder Monkeys (med Powder Monkeys)
- 1999 - Check This Action (med Powder Monkeys)
- 1999 - Qudracopters / Hellajets (med Quadrajets)
- 1999 - Blå Tåget / The Hellacopters (med Blå Tåget)
- 1999 - Gearhead Magazine #10 (med Rocket from the Crypt)
- 2001 - The Hellacopters / Adam West (med Adam West)
- 2003 - Pack of Lies (med The Nomads)
- 2003 - The Hellacopters / Weaselface (med * Weaselface )
- 2004 - The Hellacopters / Adam West (med Adam West)
- 2005 - The Hellacopters / The Doits (med The Doits)
- 2023 - ”En Valsmelodi” & ”Ågren” (med Joakim Thåström)

DVD
- 2003 - Goodnight Cleveland

## Relaterade artister

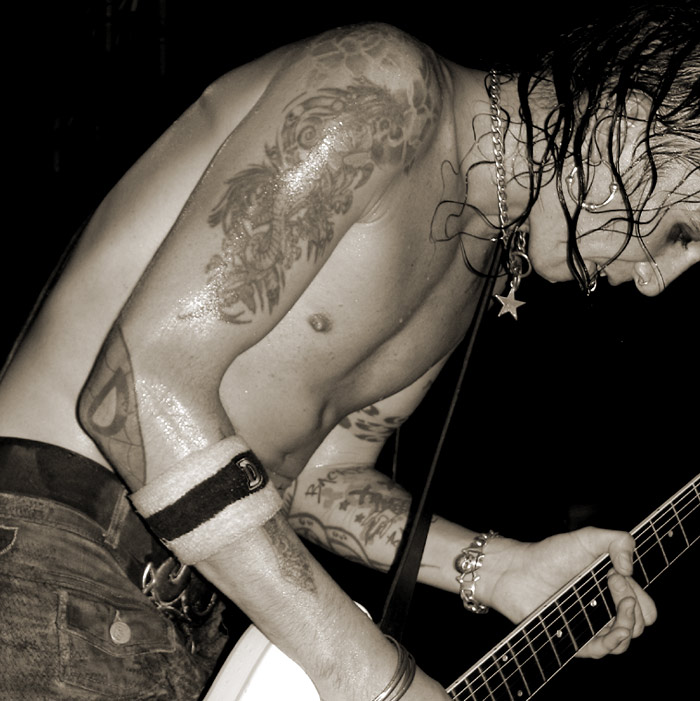
Dregen

- Backyard Babies
- Entombed
- The Solution
- Nihilist
- The Hydromatics
- Supershit 666
- Blå Tåget
- Thunder Express
- Nick Royale Gang
- The Diamond Dogs
- Kurt-Sunes med Helveteshundarna
- Urrke T & The Midlife Crisis
- Stefan Sundström
- Death Breath
- Weaselface
- The Nomads

## Kommentar
- Splitsingeln ”En Valsmelodi” är en cover på en låt skapad av Tommy Körberg. Den spelades live i ”På spåret” 2021 och släpptes som en singel 2023 tillsammans med ”Ågren”

- ”Ågren” är en cover på en låt skapad av Cornelis Vreeswijk.